# Athetis fennica
Athetis fennica là một loài bướm đêm trong họ Noctuidae.